# Jawbreaker (jeu vidéo)
Pour les articles homonymes, voir Jawbreaker.
Jawbreaker est un jeu vidéo de labyrinthe développé par John Harris et publié par On-Line Systems en 1981 sur Apple II. Le jeu est ensuite publié par le même éditeur sur  Atari 8-bit, Commodore 64, Commodore VIC-20 et TI 99/4A, et par Tigervision sur Atari VCS, parfois sous le titre Jawbreaker II. Il s’agit d’un clone de Pac-Man, avec quelques modifications. Après la sortie de la version originale du jeu, et celle de nombreux autres clones de Pac-Man, la société Atari, qui détient les droits de son adaptation sur ordinateur, attaque en justice les éditeurs de ces clones. Sierra On-Line est alors le seul de ces éditeurs à refuser de retirer son jeu du marché. L’affaire est alors portée devant la justice, qui statue finalement en sa faveur,. 